# Musée d'Art contemporain de Caracas
Le musée d'art contemporain de Caracas (en espagnol : Museo de Arte Contemporáneo de Caracas, dont le nom officiel est depuis 2018 Museo de Arte Contemporáneo de Caracas Armando Reverón,  et dont le sigle est MACC (depuis 2018, MACCAR est également utilisé), a été créé le 20 février 1973 puis inauguré à Caracas, au Venezuela, le 20 février 1974. Il possède l'une des collections d'art moderne et contemporain les plus importantes d'Amérique Latine, avec des œuvres représentatives des principaux mouvements artistiques occidentaux tout au long du XXe siècle.

## Histoire

### Fondation en 1973 par Sofía Ímber

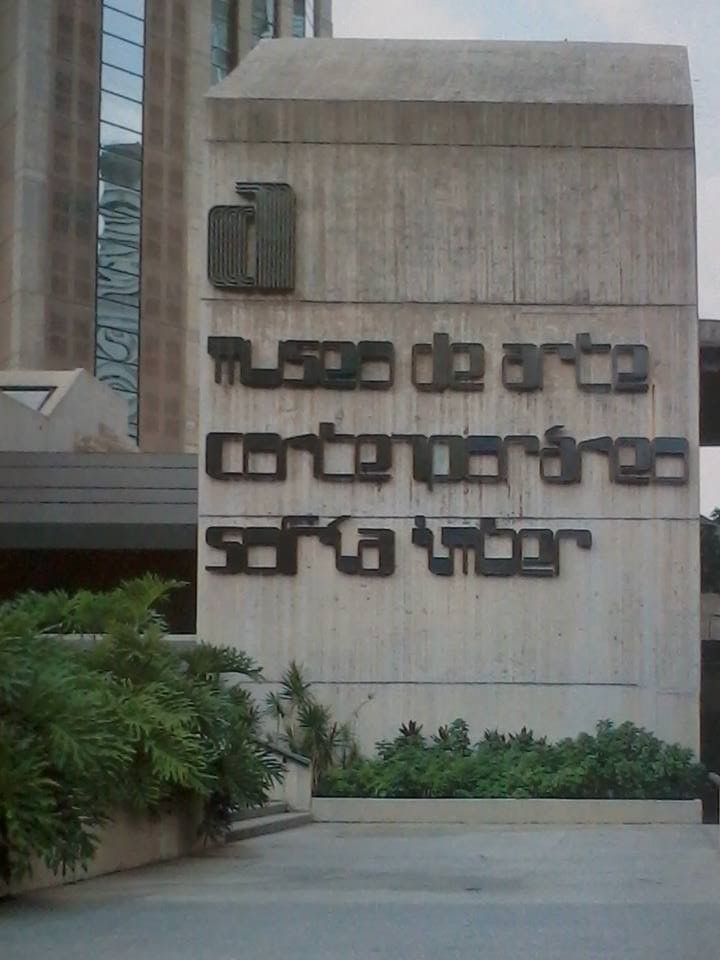
Entre 1990 et 2006, l'institution s'appelait Museo de Arte Contemporáneo Sofía Ímber

Le musée est créé le 20 février 1973 par Sofía Ímber, qui en sera la directrice pendant 31 ans. Jesús-Rafael Soto en réalise la peinture murale. Il sera ouvert au public un an plus tard, le 20 février 1974, sous le nom de Museo de Arte Contemporáneo de Caracas Sofía Ímber (MACCSI), dans un bâtiment de 5 étages situé dans le Complexe du Parque Central, au centre de la capitale.
Le siège a une surface de 21 000 m2 distribués en 13 salles où sont exposées environ 3 000 œuvres, un auditorium, un atelier d'art, une place, un jardin, un magasin, un café et un laboratoire de conservation.
Trois autres salles satellites dépendent de l'administration du musée d'art contemporain de Caracas : la Salle d'Art Cadafe (dans l'édifice Cadafe à El Marqués), la Salle Ipostel (dans l'édifice Ipostel de San Martín) et Trasnocho Cultural (dans le centre commercial Paseo Las Mercedes). En 1988, le musée d'art de Coro est par ailleurs créé dans la capitale de l'État de Falcón.
En 1999, comme conséquence des fortes pluies qui tombent sur Caracas, le musée doit déplacer les œuvres situées dans les sous-sols vers la salle 10 afin d'éviter que l'eau qui y a fait irruption endommage les pièces d'art.

### Vols d'œuvres

#### Vol de l'Odalisque de Matisse
L'œuvre de Henri Matisse, L'Odalisque au pantalon rouge (1925), est achetée en 1981 par la directrice Sofía Imber pour 480 000 dollars à la Marlborough Gallery de New York.
La pièce sort légalement du pays entre septembre 1996 et 1997 : elle est prêtée à l'occasion de l'exposition Joyas de la colección présentée au Salón de Las Alhajas à Madrid. Elle aurait disparu lors du trajet.
Selon le livre El rapto de la odalisca (2009) de la journaliste vénézuélienne Marianela Balbi, elle aurait pu disparaître dans les sous-sols du musée lui-même, en ces temps d'« incertitude institutionnelle » ; elle aurait été soustraite puis remplacée par un faux dans le cadre original. Les détectives d'Interpol, le FBI et les polices espagnole, britannique et française cherchent pendant des années ce tableau du père du fauvisme représentant une odalisque, l'un de ses thèmes favoris.
Le mystère demeure jusqu'en juillet 2012, quand des agents du FBI la retrouvent dans un hôtel de Miami Beach, l'œuvre étant alors estimée à environ 10 millions de dollars.
Le 7 juillet 2014, l'œuvre rentre au Venezuela et est exposée à nouveau au public après une phase de restauration ; elle attire lors de cette exposition plus de 11 000 visiteurs.

#### Autres vols
En plus de l'Odalisque, la directrice Rita Salvestrini a confirmé qu'un total de 14 œuvres — évaluées à environ 500 000 dollars — avaient disparu des sous-sols du musée entre 2000 et 2003. Parmi elles, des tableaux de Henry Moore et Lucian Freud. Après diverses recherches, trois d'entre elles ont pu être récupérées début 2003 : une d'Antonio Moya (à la suite d'un écart de comptabilité) et deux de Jesús Soto, retrouvées à FOGADE (es).
En août de la même année, la nouvelle directrice Carmen Hernández et l'équipe des archives du musée retrouvent 6 pièces dans les sous-sols : deux d'entre elles dans les réserves de peinture, et les autres dans celles de papier. Après plusieurs recherches, il y avait près de 200 œuvres non cataloguées et le contrôle nécessaire de l'institution était impossible. Les œuvres restantes sont soit toujours disparues, soit on n'a pas d'information.
Œuvres volées récupérées
- Paisaje sin historia (1997, Fernando Cánovas)
- Génesis Naranja (1993, Jesús Mendoza)
- Série de 4 dessins Sin novedad en el frente occidental (1929, Eugene Biel-Bienne)
- Sketchbook A and B (1980, Henry Moore)
- Escritura (1980, Jesús-Rafael Soto)
- Dos Grandes Barras (1971, Jesús-Rafael Soto)
- Tiempo y Memoria (1995-1999, Antonio Moya)
- After Chardin (2000, Lucian Freud)

Œuvres volées disparues
- Relaciones Amarillo y Plata (1964, Jesús-Rafael Soto)
- Broom (1975, Jasper Johns)
- Señas de Identidad 1 y 2 (1996, Guido Anderloni)
- Sans titre (n. d., Luis Barba)
- Sans titre (1998, Lucho Farías)
- Sans titre (1998, Antonio Murado (es))

### Incendie de 2004
Le 17 octobre 2004, un incendie consomme pratiquement un tiers de la Tour Est, et au moins dix étages sont complètement détruits par l'incendie. À ces étages se trouvaient d'importants bureaux gouvernementaux, et le chaos provoque la fermeture temporaire du musée pour protéger les œuvres d'art et les transférer dans les sous-sols. Néanmoins, grâce à sa forte structure, l'édifice peut supporter l'incendie pendant 15 heures sans s'effondrer.
Le lendemain, alors que la tour est toujours en flammes, le MACC avait prévu d'inaugurer une exposition d'importantes œuvres d'art abstrait de la collection, à l'occasion des trente ans du musée. Les dommages trop importants empêchent le musée d'ouvrir pendant un certain temps. L'agitation fait que l'institution, les conservateurs et les préposés aux registres ainsi que les pompiers et les gendarmes doivent se concentrer sur le lieu de conservation de la collection, repoussant le montage de l'exposition pour éviter toute perte.
Le musée rouvre ses portes avec de nouvelles expositions un an plus tard.

### Chávez destitue Ímber
En 2006, le président Hugo Chávez annonce dans son allocution hebdomadaire Aló Presidente que le nom de Sofía Ímber sera supprimé du nom officiel de ce musée. Les protestations de Fernando Botero n'y changeront rien, et sitôt Sofía Ímber destituée, de nombreuses œuvres ont commencé à disparaître du musée — à tel point que des rumeurs prétendaient qu'elles étaient conservées par des membres du gouvernement chez eux[réf. nécessaire]. Le vol de L'Odalisque au pantalon rouge d'Henri Matisse au début des années 2000 alimente la rumeur.

### Liste des directeurs
- Sofía Ímber (1974-2001)
- Rita Salvestrini (2001-2003)
- Carmen Hernández (2003-2004)
- Vivian Rivas (2004-2005)
- Luis Angel Duque (2005-2007)
- María Luz Cárdenas (2007-2008)
- Edgar Cruz (2008-2008)
- Luis Angel Duque (2010-2011)
- Jacqueline Rousset (2011-2012)
- Daniel Briceño (2012-)

## Espaces

### Entrées
Le musée dispose de trois grandes entrées :
Entrée principale (au nord)
Située face à l'Avenida Bolívar et à l'hôtel Alba Caracas, on y accède par le pont piéton ou le jardin de sculptures qui s'étend sur la place mitoyenne. Ornée d'un bronze de Kenneth Armitage, elle donne lieu à un grand vestibule présidé par l'œuvre Mural Signals de Jesús-Rafael Soto et illuminé par une coupole de verre à travers laquelle on voit la Tour Est de Parque Central. Depuis la réception principale, on accède à un petit magasin qui propose des catalogues et des affiches du musée, et on peut accéder aux salles principales du musée par des escaliers.
Entrée arrière (au sud)
C'est l'entrée la plus ancienne du musée ; on y accède par des escaliers mécaniques qui relient le musée au Niveau Bolívar de Parque Central et à la zone commerciale de la Torre Este. Dans ses espaces voisins, il y a une série d'œuvres monumentales intégrées à l'architecture, parmi lesquelles on peut noter le Mural Amsterdam et le Mural B.I.V., tous deux de Jesús Soto.
Entrée du Jardin de Sculptures
Peu fréquentée et souvent fermée à cause des expositions, elle relie le musée au jardin par lequel on peut entrer et sortir du musée facilement, bien qu'elle ne soit pas recommandée.

### Premier niveau
Espace Cruz-Diez (Salle 1)

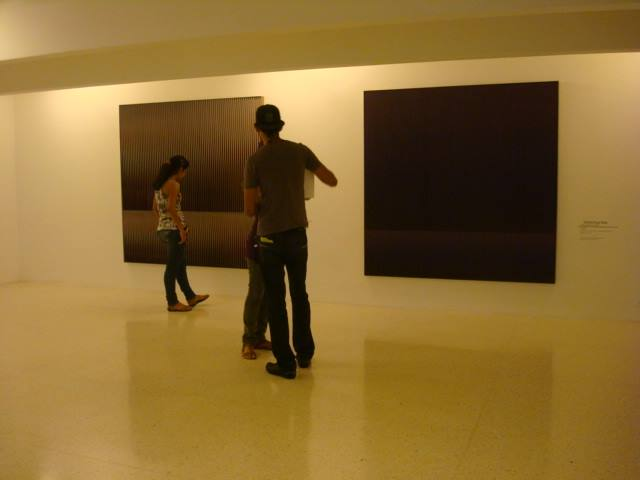
Dans la Salle 1, on peut apprécier des œuvres de Jesús-Rafael Soto et Cruz-Diez

Deux Fernand Leger

Dans ce grand et illuminé espace au plafond bas, on y voit la collection Cruz Díez : quatre œuvres, une induction chromatique de 1973 et trois physichromies du début des années 1980. Son travail peut s'apprécier dans les séries intitulées Inducciones cromáticas, Cromointerferencias, Adiciones et Fisicromías. Dans cette dernière, qu'il commence en 1959, il crée des images géométriques changeantes qui émergent, s'intensifient, changent et se dématérialisent selon l'observateur qui bouge d'un côté à l'autre de l'œuvre ; il obtient cet effet au moyen de fines bandes verticales de métal ou de plastique, situées sur la superficie plane, ainsi que de lignes de couleurs peintes. On peut notamment y admirer les physichromies no 725, 2021, 2024 et 2022.
Espace Soto (Salle 1)
Partageant la salle avec Cruz-Díez, trois œuvres de la collection Jesús-Rafael Soto évoquent ses premières recherches rétiniennes du début des années 1960 ainsi que ses recherches postérieures. On peut y admirer Progresión Caracas I (1974), Progresión Caracas II (1974) et Cuadrados Azules y Negros (1972). Les œuvres de Soto ne représentent pas seulement une forme d'expression, mais aussi de connaissance et de compréhension de l'environnement et démontrent l'engagement entre la capitale et son architecture.
La salle de l'atelier de l'éducation
Elle contient une sélection du matériel bibliographique du musée, partant du caractère pédagogique avec la finalité de pousser le public — aussi bien adulte que plus jeune — à développer sa créativité par des activités et des ateliers, ainsi qu'à l'étude des œuvres d'artistes vénézuéliens et étrangers qui composent la collection FMN-MACC.
Auditorium
Au même étage, dans ce qui était avant la salle 1 du musée, se trouve l'Auditorium. Cette salle, à l'acoustique modernisée, a une capacité de 175 personnes et dispose d'une estrade de 70 m2, deux vestiaires, une salle d'attente et un espace destiné à servir le public.
On y réalise diverses activités telles que des conférences sur les expositions et des concerts.

### Deuxième niveau
Salle 2 (Plaza Contemporánea)

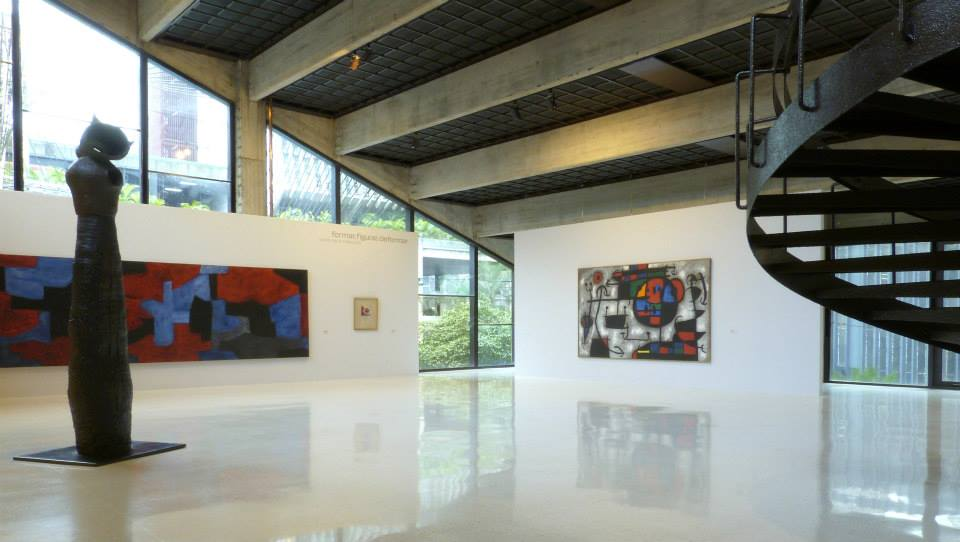
La Plaza Contemporánea

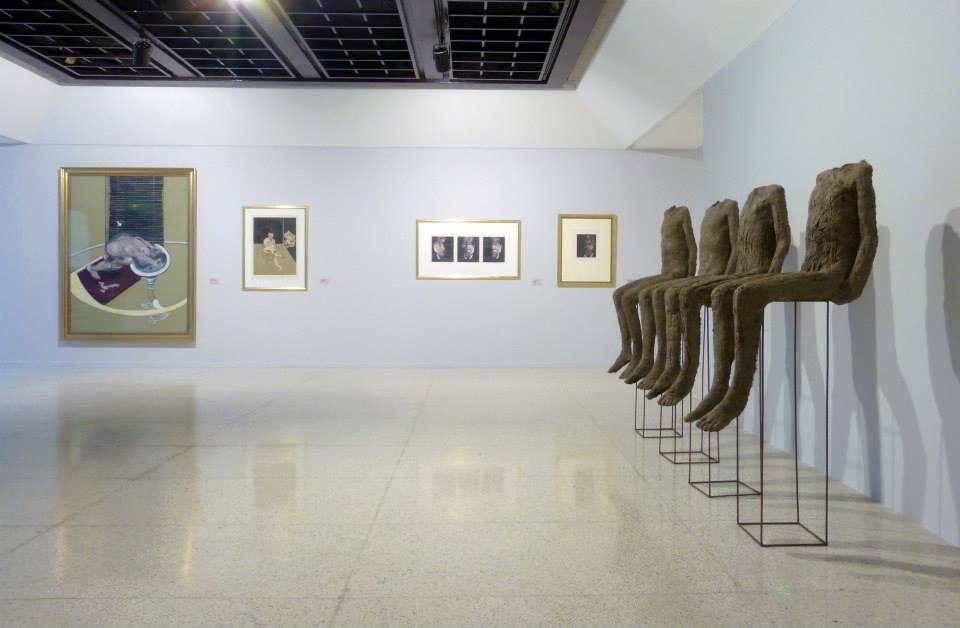
Œuvres de Francis Bacon au MACC

La salle 2 ou « Plaza Contemporánea » est la plus illuminée de toutes, profitant d'un toit haut tout en baie vitrée par lequel entre la lumière du jour. Cette salle est destinée aux expositions temporaires.

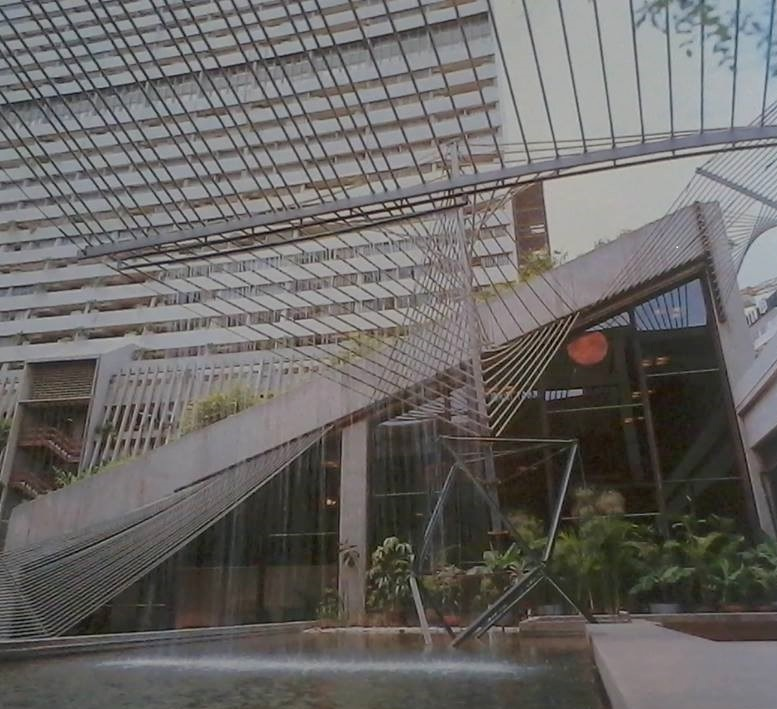
Gego, Estructuras Aéreas Ambientales (1973)

Depuis les baies vitrées de la salle 2, on peut apprécier les Estructuras aéreas ambientales de Gego, une installation de sculptures élaborées spécialement par l'artiste pour l'environnement extérieur de l'aile sud du musée. Elle est réalisée à base de tendeurs sur trois niveaux et de cordes en nylon qui quadrillent l'espace et s'intègrent pleinement à l'architecture.
Section ouest (La collection)
Les salles 3, 4, 5 et 6 sont consacrées à l'analyse et à la réflexion de la figure humaine auxquelles se sont consacrés les artistes contemporains lors des décennies passées ; ainsi, le musée obtient un atelier alternatif destiné à faciliter la compréhension et le dialogue entre différentes œuvres, lesquelles restent distancées par une rigidité chronologique en relation aux événements et processus de l'art du XXe siècle. Cette approche inclut des représentations des recherches impressionnistes sur la lumière et la couleur développées par Armando Reverón ; les nouvelles avant-gardes de la conception et de la représentation de la figure au sein de l'espace plastique, projetées par Pablo Picasso, Fernand Léger, Henri Laurens ou Henry Moore ; la rationalisation de l'espace et des formes à travers la géométrie comme Auguste Herbin, Piet Mondrian, Josef Albers, Nicolas Schoffer et Alejandro Otero ; les poétiques récurrentes du quotidien et du Pop Art chez Larry Rivers, Emilio Tadini et George Segal ; et incluant l'art figuratif de la fin du XXe siècle de Lucian Freud et Francis Bacon ; formant toutes une synthèse des concepts significatifs qui ont caractérisé l'art moderne et contemporain.
Espace Fontana
On y trouve l'œuvre intitulée Ambiente Espacial con Concetto Spaziale «Attesa» de Lucio Fontana ; c'est un labyrinthe imaginaire de surface réduite qui touche à une forme d'infini avec ses murs, son sol et son plafond complètement blancs qui se rejoignent, où le spectateur perd ses points de référence et la notion de l'espace pour les retrouver grâce à la découverte des coupures insondables que l'artiste imprime sur son œuvre.
Salle 7
Dotée d'un grand caractère architectonique, la salle 7 est un grand et haut espace ponctué de grandes baies vitrées inclinées par lesquelles on peut contempler le panorama urbain de la capitale, depuis le mont Ávila jusqu'au Théâtre Teresa-Carreño tout proche.

### Troisième niveau
Salles Multimédias (salles 8 et 9)
Quand on accède par les escaliers, on arrive à ces salles consacrées principalement à l'art audiovisuel et à l'art vidéo où l'on aborde plusieurs éléments notables dans les installations, qui sont des œuvres intégrées par divers éléments et diverses techniques artistiques comme la technologie vidéo, qu'il s'agisse de format électromagnétique ou numérique.
La collection réunit une sélection du travail immatériel créatif d'artistes vénézuéliens : parmi eux, Leonor Arraiz, Nela Ochoa, Alexandra Meijer-Wermer et Kristin Childs Burke, Yucef Merhi (en), Odalis Valdivieso, Jorge Domínguez, Dubuc Zeinab Bulhossen, Elizabeth Cemborian, Gabriela Gamboa et Stefano Gramitto, María Teresa Govea Meoz, Alexis Méndez Giner, Roberto Mosquera et Frank Wow.

### Jardins
Le Jardin des Sculptures, accessible depuis la rue ou de l'intérieur du musée, s'étend sur 2 000 2. Il a été minutieusement réalisé selon un plan architectural paysagiste spécifique sur un grand espace gagné sur le réseau routier. On y expose des œuvres de portée universelle qui appartiennent à la collection permanente du musée et sont incorporées à l'architecture du bâtiment ; d'autres sont offertes à la vue du public dans les jardins alentour. Dans cet espace à l'air libre se trouvent des sculptures de grand format commeJubileo IV (1 et 2) de Lynn Chadwick ; Christo de Héctor Fuenmayor ; Eva o la neuralgia de Juan Bordes (en) ; La mantuana d'Oswaldo Vigas ; Mujer con cabeza de muerto et Mujer sentada de frente de Baltasar Lobo ; Ciclista reposando de Jorge Seguí ; et l'ensemble Tributo a los dioses 2, Tributo a los dioses 6 et Presencia pagana 3 de Noemí Márquez.
Le café
Le café du musée, situé au niveau des jardins, permet de profiter des zones vertes et de l'espace intégré formé par les sculptures et les piliers.

### Quatrième niveau

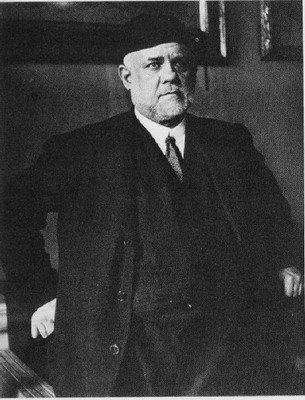
Ambroise Vollard, nom du marchand d'art qui a été donné à la salle 10

En descendant par un perron, on arrive au quatrième étage où se trouvent les salles 10 et 11. La salle 10 — auparavant appelée Sala Picasso — est consacrée aux gravures de la Suite Vollard de Pablo Picasso, et la salle 11 aux expositions temporaires.
La Suite Vollard (Salle 10)
C'est l'une des salles les plus visitées et les plus reconnues du musée : il s'agit d'une galerie graphique composée de 100 gravures de l'artiste espagnol Pablo Picasso, ce qui la rend unique en Amérique latine.
Acquise par le musée en 1989 pour 700 000 dollars, elle est exposée de façon permanente à une température constante de 21 °C et une humidité relative d'entre 55 et 56 %, en plus d'une lumière ténue qui permet toutefois de bien apprécier les œuvres. Cette série est l'une des rares complètes qui existent, avec celles du British Museum ou du Philadelphia Museum of Art, notamment. La salle est fermée au public depuis le début de l'année 2013.
À noter également La Guitarra Azul de David Hockney, Las meninas de Picasso de Richard Hamilton et Picasso, une sculpture en bronze de Marisol Escobar.
En plus de la Suite Vollard, le centre dispose d'une centaine d'autres œuvres graphiques de l'artiste, dont des gravures, eaux-fortes et lithographies.
Huiles

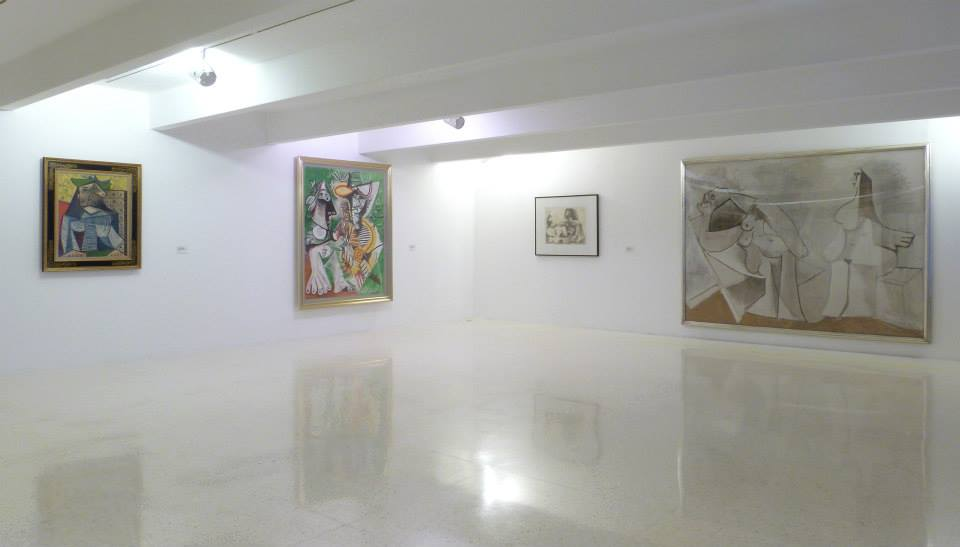
Picasso au MACC

- Dos figuras acostadas/Deux femmes allongées (194,5 × 260,5 cm, 1958)
- Desnudo y hombre sentado/Homme et femme (163 × 130,2 cm, 1969)
- Cabeza de Mujer con Sombrero/Tête de femme au chapeau (61 × 50 cm, 1962)
- Busto de Mujer (Retrato de Dora Maar)/Buste de femme (Portrait de Dora Maar (81 × 65 cm, 1941)
- Busto de Mujer con Cinta Amarilla (Jacqueline)/Buste de femme au bandeau jaune (Jacqueline) (100 × 81,5 cm, 1962)

Gravures (Série Suite Vollard)
Parmi les cent eaux-fortes qui appartiennent à l'une des périodes les plus prolifiques de la carrière de Picasso (1930-1937), on peut apprécier les séries :
- Grupo introductorio
- La violación
- El abrazo o la batalla del amor
- Rembrandt
- El taller del escultor
- El Minotauro
- El Minotauro ciego
- Retratos de Vollard

Gravures au burin sur cuivre
- Sans titre (36,9 × 49,8 cm, 1971)

Dessins
- Hombre y mujer con saltamontes/Homme et femme à la sauterelle (49,5 × 66 cm, graphite sur papier, 1969)
- Hombre y mujer desnudos/Homme et femme nus (50,5 × 66 cm, crayon et encre de Chine sur papier, 1971)
- Desnudo reclinado y cabeza de hombre/Nu couché et tête d'homme (49,3 × 64,5 cm, encre de Chine sur papier, 1972)

Linogravures
- Gran Cabeza de mujer/Grande tête de femme (64,1 × 53 cm, linogravure en couleur sur papier 16/50, 1962)
- Las Banderillas/Les banderilles (53 × 64,2 × 2,1 cm, planche de linogravure taillée, 1959)
- Busto de Mujer según Cranach el Joven/Buste de femme d'après Cranach le Jeune (65 × 54 cm, linogravure en couleur sur papier P/A, 1956)
- El almuerzo sobre la hierba/Le déjeuner sur l´herbe (53 × 63,2 cm, linogravure en couleur sur papier P/A, 1962)

Lithographie
- Mujeres de Argelia/Femmes d'Algérie (23,3 × 33,7 cm, set de 4 lithographies, 1955)
- La Simplificación del Toro (set de 11 lithographies, 1945)
- Paloma con su muñeca sobre fondo negro/Paloma avec sa poupée sur fond noir (73 × 56 cm, lithographie sur papier 50/50, 1952)
- Juventud/Juventus (lithographie sur papier, 1961)
- Corrida El Picador/Corrida Le Picador (56,5 × 75,5 cm, lithographie sur papier 3/6, 1949)
- La Italiana/L'Italienne (44 × 38 cm, lithographie sur papier, 1953)
- Bogavantes y Peces/Homards et poissons (74 × 102,2 cm, lithographie sur papier P/A, 1949)
- Mujer en Sillón (El Abrigo Polaco)/Femme au fauteuil (Le manteau polonais) (64 × 51 cm, lithographie à l'état définitif, 1949)
- Muchacha Joven inspirada por Cranach/Jeune femme inspirée par Cranach (63,5 × 49,3 cm, lithographie sur papier P/A, 1949)
- Busto con Camisa a cuadros/Buste au corsage à carreaux (53 × 43 cm, lithographie sur papier 50/50, 1958)

Eaux-fortes
- Sueño y Mentira de Franco/Songe et mensonge de Franco (31,5 × 42 cm, eau-forte sur papier, 1937)
- Série 347, no 97 (34 × 39 cm, eau-forte et pointe sèche sur papier 17/50, 1968)
- Sans titre (49,2 × 41 cm, eau-forte et aquatinte P/A, 1970)

Aquatintes
- Torso de Mujer (La Egipcia)/Torse de femme (L'Égyptienne) (83,4 × 47,3 cm, aquatinte sur papier, 1953)
- Venus y Cupido/Vénus et Amour (78,8 × 42,5 cm, aquatinte et pointe sèche sur papier 14/15 E/A, 1949)
- Cráneo de Cabra/Le crâne de chèvre (47,7 × 64,7 cm, aquatinte sur papier, 1952)

### Sales alternatives

#### Espace Typhlologique
Dans cet espace, la communauté des aveugles et des déficients visuels peuvent parcourir avec leurs doigts une sélection de pièces aussi bien bidimensionnelles que tridimensionnelles qui reflètent des œuvres emblématiques de la Colección Fundación Museos Nacionales ; toutes sont accompagnées d'un texte en système braille, où sont décrites, de manière synthétique, les caractéristiques les plus importantes de l'œuvre originale.
Dans le cas des versions des œuvres bidimensionnelles exposées dans l'Espace Typhlologique, elles sont imprimées sur un papier en relief suivant le système de Braille, permettant à ce public d'avoir une expérience sensorielle de l'art contemporain. Ainsi, les versions des sculptures sont conçues en caoutchouc mousse et plastique, et peuvent être manipulées.
Parmi les œuvres de cet espace, on peut noter : Tempestad (Auguste Herbin, 1953), Tablón (Alejandro Otero, 1973), El Gato (Fernando Botero, 1981), Two figures (Jhon Davies, 1977-80), Mujer sentada de frente (Baltasar Lobo, 1989) et El Gran profeta (Pablo Gargallo, 1933).

#### Bibliothèque MACC
La bibliothèque — ou espace informatif — est destinée à présenter des documents matériels et audiovisuels sur la vie et l'œuvre de différents maîtres des arts plastiques, locaux ou internationaux, qui permettent de connaître le patrimoine artistique véhiculé par la collection FMN-MAC. Cela fait partie des objectifs du programme « Espacio formativo » du Ministère de la culture.
Elle permet d'accueillir 187 personnes et contient une collection bibliographique de 13 000 monographies, 13 500 catalogues, 60 publications périodiques, 12 000 diapositives, 400 vidéos, 45 éditions en Braille et 16 livres parlés de romans et contes.

## Œuvres conservées
Les œuvres d'art sont disposées dès l'entrée au musée : on y trouve les sculptures The Forest de William Kenneth Armitage et Dos Volúmenes de Francisco Narvaez, l'un des plus importants sculpteurs vénézuéliens. Depuis l'entrée nord, la grande œuvre de Jesús Rafael Soto Mural Signals est visible derrière le bureau d'accueil et depuis l'entrée sud, peuvent s'apprécier deux autres œuvres : Mural Amsterdam et Mural B.I.V..
Sont par ailleurs exposées de façon permanente les sculptures Mujer et Ave de Joan Miró, Christo d'Héctor Fuenmayor, Ambiente Spaziale con Concetto Spaciale ‘Attesa’, de Lucio Fontana. L'une des expositions les plus visitées et reconnues est celle consacrée à Pablo Picasso, qui comprend notamment Dos figuras acostadas et Retrato de Dora Maar, même si l'une des pièces phare du musée est L'Odalisque au pantalon rouge d'Henri Matisse.
D'autres artistes tels que Georges Braque, Baltasar Lobo, Patricia Erbelding, Mark Verstockt et Francis Bacon sont également exposés de façon permanente.

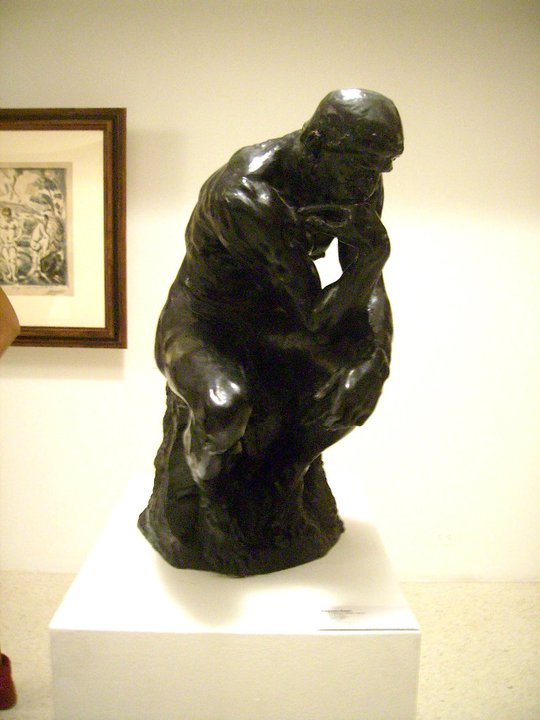
Le Penseur (1880-1881), d'Auguste Rodin
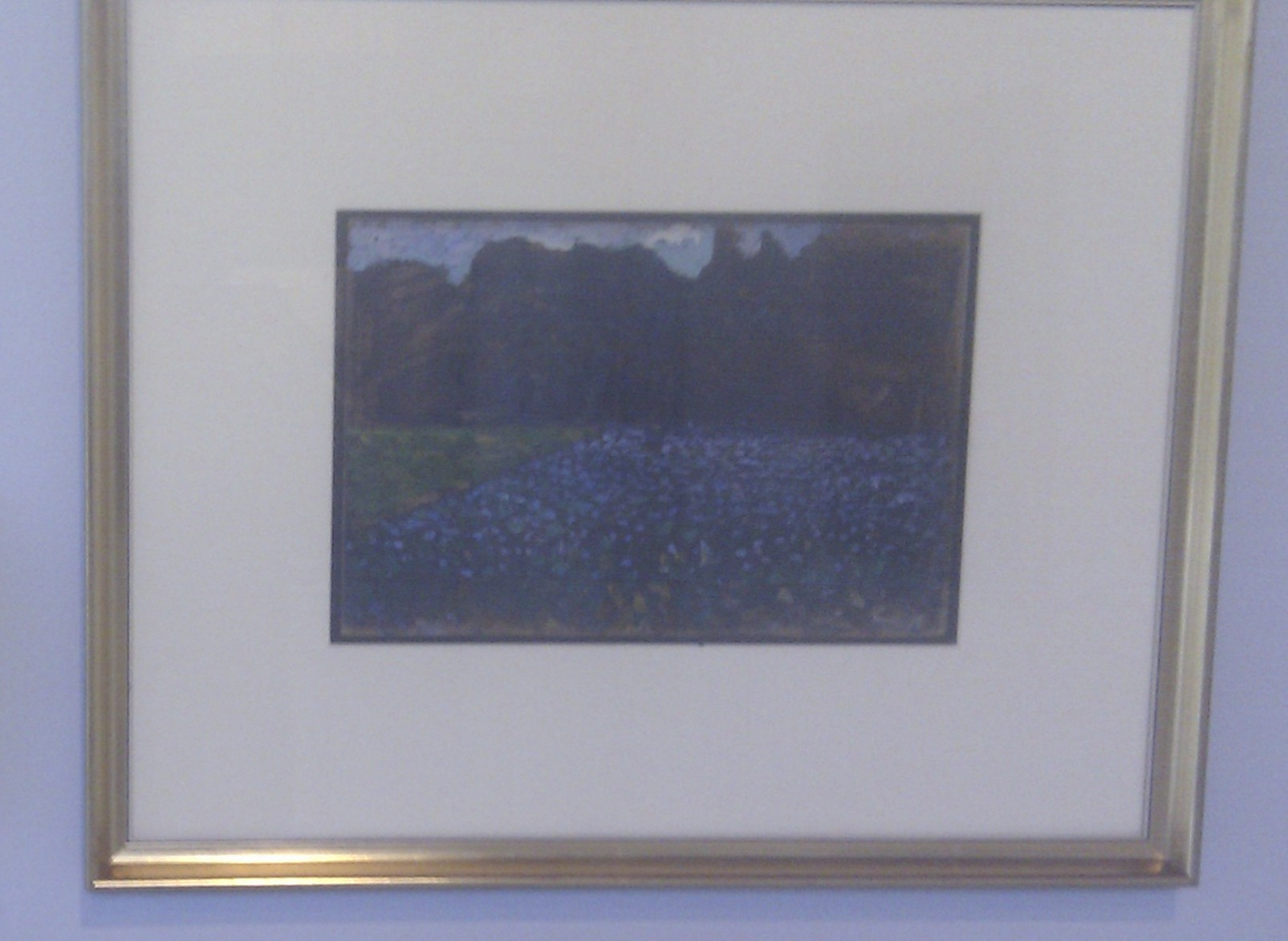
Kochel (1902), de Wassily Kandinsky
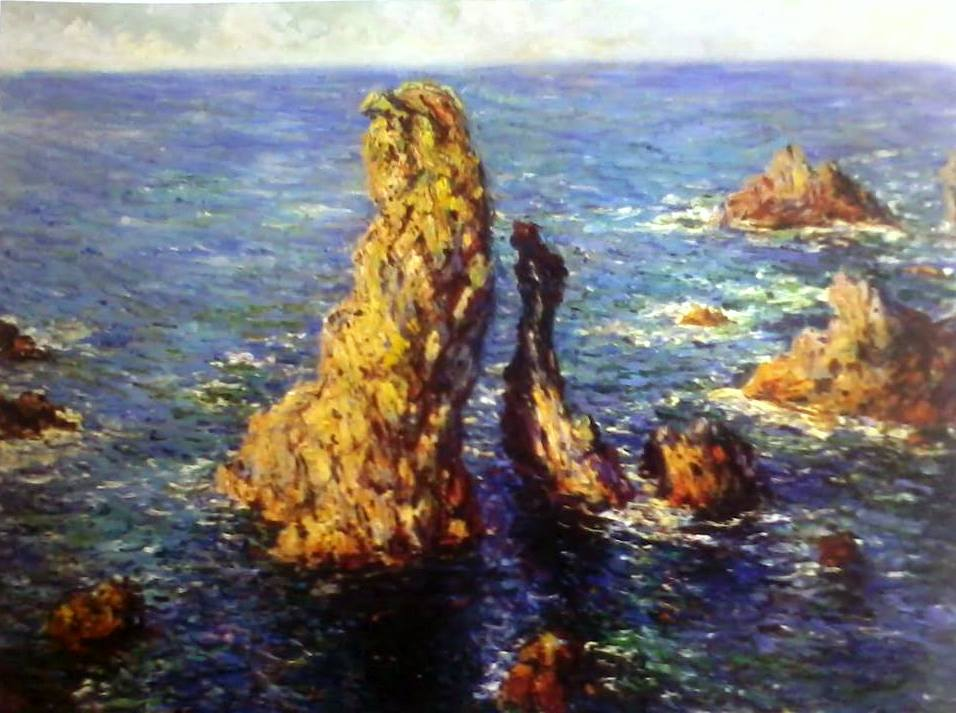
Les Pyramides de Port-Coton (1886), de Claude Monet

### Impressionnisme et post-impressionnisme
- Le Penseur d'Auguste Rodin (1880-1881)
- La pyramide de Port-Coton de Claude Monet (1886)
- Le pont de Waterloo (effet de soleil dans la brume) de Claude Monet (1902)
- Rocher à Auray d'Armand Guillaumin (n. d.)
- L'Action enchaînée d'Aristide Maillol (1906)[réf. nécessaire]

### Expressionnisme et fauvisme
- Odalisque au pantalon rouge de Henri Matisse (1925)
- Kochel de Vassily Kandinsky (1902)
- Maisons au bord d'un étang de Maurice de Vlaminck (n. d.)
- Portrait d'une dame (Joues roses et cheveux bleus) d'Emil Nolde (1920-1925)
- Coquelicots rouges et delphiniums d'Emil Nolde (1935)
- Deux Indiennes d'Armando Reverón (1939)

### Art moderne de la seconde moitié duXXesiècle
- Caras Rotas d'Alexander Calder (1960)
- Clef de Jacquemart de Jean Arp (1962)
- Capella de Victor Vasarely (1964)
- Moulage de Marcel Duchamp (1967)
- La leçon de ski de Joan Miró (1966)
- Composition murale en bleu, rouge et noir de Serge Poliakoff (1965)
- Série No Gas de Red Grooms (1971)
- O.P.E.C Dowery de Arman (1977)
- Alabastro d'Eduardo Chillida (1990)
- Épée de Duluth de Jacques Lipchitz (1964)
- M d'Antoni Tapies (1984)
- La Fiancée de Niki de Saint Phalle (1963-1992)
- Lamento por Lorca de Robert Motherwell (SF)
- Las Échelles du regard de Jean Dubuffet (1977)
- Personnage devant un lavabo de Francis Bacon (1976)
- Figure inclinée de Henry Moore (1982)
- Homme adossé de Lucian Freud (1985)
- The Man and the Big Blonde de Willem de Kooning (1982)
- Nota III de Cy Twombly (1987)
- Orden Urbano ROCI-Venezuela de Robert Rauschenberg (1985)
- La porte de Barney de George Segal (1989)